# NATO Enhanced Forward Presence
NATO Enhanced Forward Presence (forkortet eFP) (dansk: Forøget fremskudt tilstedeværelse) er et NATO-initiativ der skal forstærke alliancens forsvars- og afskrækkelsesevne i Baltikum. NATO besluttede at etablere den fremskudte tilstedeværelse på topmødet i Warzawa den 8. og 9. juli 2016. Begrundelsen for tilstedeværelsen er at NATO-styrkerne skal afskrække en eventuel russisk intervention i landene og fungere som en "snubletråd" der kan sinke fremrykning således at forstærkninger kan nå frem. Fire multinationale kampgrupper (NATO-Battlegroups) er udstationeret i de baltiske lande Estland, Letland og Litauen samt i Polen. Hver kampgruppe består af omkring 1000 soldater.

## Baggrund
På baggrund af Krimkrisen og krigen i Donbass iværksatte NATO på topmødet i Wales den 4. og 5. september 2014 'Readiness Action Plan' for at beskytte NATOs østflanke. Reaktionshastigheden på NATOs reaktionsstyrker (NATO Response Force - NRF) skulle øges. NATO-planlæggere forsøger at tage højde for muligheden for russisk aggression og hybridkrigsførelse (som set i  Ukraine) i de mindre NATO-lande med et større russisk befolkningsmindretal.

## European Reassurance Initiative
USA brugte i 2017 igennem European Reassurance Initiative (ERI) omkring 3,4 milliarder amerikanske dollar for at forstærke sin tilstedeværelse i Europa for at sikre "fred og sikkerhed" på kontinentet. Dette initiativ er rettet mod alle de østeuropæiske og baltiske NATO-medlemslande som USA har forpligtet sig til at forsvare deres suverænitet. Operation Atlantic Resolve er også en del af dette initiativ.

## Transatlantic Capability Enhancement and Training-Initiative
Med Transatlantic Capability Enhancement and Training-Initiative (TACET) skal NATO-landene øge forsvarsevnen i de baltiske lande og Polen ved at lade de forskellige nationer øve tæt sammen og fungere som samlede enheder og støtte de berørte nationer med at øge deres nationale modstandsevne. De fire forskellige kampgrupper skal kunne operere uafhængigt af hinanden mens NATOs Multinational Corps Northeast med hovedkvarter i Stettin vil fungere i en støttende og koordinerende rolle.

## NATO-Battlegroups i Baltikum og Polen
De fire NATO-battlegroups er multinationale kampgrupper.

### NATO-Battlegroup Estonia
NATO-kampgruppen i Estland ledet af Storbritannien har hovedkvarter i Tapa og består af følgende lande:
- Frankrig
- Danmark[4]
- Storbritannien (leder af kampgruppen)

### NATO-Battlegroup Lithuania
NATO-kampgruppen i Litauen ledet af Tyskland har hovedkvarter i Rukla og består af følgende lande:
- Belgien
- Frankrig
- Kroatien
- Luxembourg
- Nederlandene
- Norge
- Tyskland (leder af kampgruppen)

### NATO-Battlegroup Latvia
NATO-Kampgruppen i Letland ledet af Canada har hovedkvarter i Ādaži og består af følgende lande:
- Albanien
- Canada (Leder af kampgruppen)
- Italien
- Polen
- Slovenien
- Spanien

### NATO-Battlegroup Poland
NATO-kampgruppen i Polen har hovedkvarter i Orzysz og består af følgende lande
- Polen
- Rumænien
- USA (Leder af kampgruppen)